# Eisenbahnunfall auf der Bloukrans-Brücke
Der Eisenbahnunfall auf der Bloukrans-Brücke (Blaauwkrantz-Brücke) ereignete sich am 22. April 1911 in der südafrikanischen Kapprovinz, als Teile eines gemischten Zugs abstürzten. 30 Menschen starben.

Streckenkarte

## Unfallhergang
Der Zug fuhr auf der Strecke der Kowie-Railway von Port Alfred nach Grahamstown. Die Strecke überquert den Bloukrans River, einen Nebenfluss des Kowie, auf einer 75 Meter hohen Brücke. Sowohl der Oberbau der Strecke als auch die Fahrzeuge waren in vernachlässigtem Zustand. Der Lokomotive folgten zunächst die Güterwagen, die Personenwagen liefen am Schluss des Zuges. Kurz vor der Brücke entgleiste der Zug. Während Lokomotive und Güterwagen noch das jenseitige Ende der Brücke passierten, stürzten vier Personen- und ein Dienstwagen in die Tiefe.

## Folgen
30 Menschen starben. Die Unfalluntersuchung stellte den vernachlässigten Zustand der Eisenbahn fest. Deren Manager wurde strafrechtlich wegen fahrlässiger Tötung zur Verantwortung gezogen.